# Victoria Tennant
Victoria Tennant (nacida el 30 de septiembre de 1950) es una actriz británica. Es conocida por sus papeles en la miniserie de televisión The Winds of War y War and Remembrance, en la que apareció como el interés amoroso en pantalla del actor Robert Mitchum, Pamela Tudsbury, así como por sus papeles secundarios en películas como All of Me (1984), The Holcroft Covenant (1985), Flowers in the Attic (1987), El cuento de la criada (1990) y L.A. Story (1991).

## Primeros años
Tennant nació en Londres, Inglaterra. Su madre, Irina Baronova, fue una bailarina rusa que apareció con el Ballet Ruso de Montecarlo; su padre, Cecil Tennant, era productor y agente de talentos de MCA.
Su abuelo materno, Mikhail Baronov, era un oficial superior de la Armada de Rusia; su esposa, la ex Lydia Vishniakova, era hija de un general. Tennant tiene una hermana, Irina, y un hermano, Robert, quienes resultaron gravemente heridos en un accidente automovilístico en 1967 en el que murió su padre. El padrino de Tennant fue el actor Laurence Olivier.
Al igual que su madre, Tennant se formó en ballet, primero en la Escuela de Ballet de Elmhurst y luego (durante dos años) en la Escuela Central de Oratoria y Drama.

## Carrera
Después de varios papeles en películas británicas y europeas, incluidas The Ragman's Daughter e Inseminoid, emigró a los Estados Unidos. Luego apareció en la miniserie de televisión The Winds of War y War and Remembrance, y en películas como The Handmaid's Tale y Best Seller. Protagonizó dos películas con Steve Martin, su futuro marido: All of Me y L.A. Story.
En 2014, publicó unas memorias sobre su madre tituladas Irina Baronova and The Ballets Russes de Monte Carlo, publicadas por la University of Chicago Press. El libro fue presentado en el Bel Air Country Club en Bel-Air, Los Ángeles.

## Vida personal
El primer matrimonio de Tennant fue con Peppo Vanini, dueño de una discoteca y propietario de la discoteca Xenon, en 1969 (divorciados, 1976). Salió con Matthew Chapman, escritor y director desde 1978 hasta 1982, pero terminó su relación al conocer al actor y comediante Steve Martin. Se casó con Martin en 1986 y se divorciaron en 1994. Desde 1996, Tennant está casada con Kirk Justin Stambler, abogado de Warner Bros., con quien tiene una hija, Katya, y un hijo, Nikolai.

## Filmografía

### Películas
| Año  | Título                            | Papel                                | Notas |
| ---- | --------------------------------- | ------------------------------------ | ----- |
| 1972 | The Ragman's Daughter             | Doris Randall                        |       |
| 1980 | Los perros de la guerra           | Invitada a la cena                   |       |
| 1981 | Inseminoid                        | Barbra                               |       |
| 1981 | Sphinx                            | Lady Carnarvon                       |       |
| 1982 | Ich bin dein Killer               | Annette Dorberg                      |       |
| 1983 | Strangers Kiss                    | Carol Redding / Betty                |       |
| 1984 | All of Me                         | Terry Hoskins                        |       |
| 1985 | The Holcroft Covenant             | Helden von Tiebolt / Helden Tennyson |       |
| 1987 | Best Seller                       | Roberta Gillian                      |       |
| 1987 | Flowers in the Attic              | Corinne Dollanganger                 |       |
| 1989 | Fool's Mate                       | Alice Gordon                         |       |
| 1990 | El cuento de la criada            | Aunt Lydia                           |       |
| 1990 | Whispers                          | Hilary                               |       |
| 1991 | L.A. Story                        | Sara McDowel                         |       |
| 1992 | La peste                          | Alicia Rieux                         |       |
| 1996 | Edie & Pen                        | Rubia con perro                      |       |
| 1998 | Bram Stoker's Legend of the Mummy | Mary                                 |       |
| 2008 | The Awakening of Spring           | Mrs. Woodman                         |       |
| 2009 | Irene in Time                     | Eleanor Jensen                       |       |
| 2010 | Dante's Inferno: An Animated Epic | Beatrice (voz)                       | Video |
| 2013 | Cold Turkey                       | Elizabeth Utley                      |       |
| 2013 | Louder Than Words                 | Lydia Thorsby                        |       |
| 2018 | Alex & the List                   | Barbara                              |       |

### Televisión
| Año     | Título                             | Papel                | Notas                                       |
| ------- | ---------------------------------- | -------------------- | ------------------------------------------- |
| 1979    | Sherlock Holmes and Doctor Watson  | Helen Stoner         | Episodio: "The Case of the Speckled Band"   |
| 1981    | La Guerre des insectes             | Helen Curtiss        | Película de televisión                      |
| 1982    | Tales of the Unexpected            | Bernice              | Episodio: "Who's Got the Lady?"             |
| 1983    | The Winds of War                   | Pamela Tudsbury      | Miniserie de televisión                     |
| 1983    | Dempsey                            | Estelle Taylor       | Película de televisión                      |
| 1983    | Chiefs                             | Trish Lee            | Miniserie de televisión                     |
| 1985    | George Burns Comedy Week           | Maggie               | Episodio: "The Funniest Guy in the World"   |
| 1986    | Under Siege                        | Gloria Garry         | Película de televisión                      |
| 1986    | The Twilight Zone                  | Valentina            | Episodio: "Red Snow"                        |
| 1986    | El nuevo Alfred Hitchcock presenta | Bride                | Episodio: "Deadly Honeymoon"                |
| 1988    | Maigret                            | Victoria Portman     | Película de televisión                      |
| 1988–89 | War and Remembrance                | Pamela Tudsbury      | 12 episodios                                |
| 1989    | Voice of the Heart                 | Francesca Cunningham | Película de televisión                      |
| 1989    | Act of Will                        | Audra                | Serie de televisión                         |
| 1994    | The Man from Snowy River           | Anita Hargraves      | Recurrente (5 episodios)                    |
| 1997    | Diagnosis: Murder                  | Victoria Larkin      | Episodio: "Deadly Games"                    |
| 1999    | Providence                         | Dr. Toynton          | Episodio: "Blind Faith"                     |
| 2001    | The Chris Isaak Show               | Irene                | Episodio: "Dancin'"                         |
| 2001    | Sister Mary Explains It All        | Bitter Divorcee      | Película de televisión                      |
| 2004    | JAG                                | Marta Sperling       | Episodio: "The Man on the Bridge"           |
| 2007    | Scrubs                             | Maggie Kent          | Episodio: "My Scrubs"                       |
| 2008    | Monk                               | Ms. Benson           | Episodio: "Mr. Monk Paints His Masterpiece" |
| 2009    | The Beast                          | Susan Redman         | Episodio: "Infected"                        |
| 2011    | William & Kate                     | Celia                | Película de televisión                      |